# Kjetil Borch
Kjetil Borch (ur. 14 lutego 1990 r. w Tønsbergu) – norweski wioślarz, brązowy medalista igrzysk olimpijskich z Rio de Janeiro, dwukrotny mistrz świata, mistrz Europy.

## Igrzyska olimpijskie
Na igrzyskach zadebiutował w 2012 roku w Londynie. Wystąpił wówczas w dwójce podwójnej z Nilsem Jakobem Hoffem. W półfinale zajęli czwarte miejsce, awansując do finału B. Tam wygrali rywalizację i zostali sklasyfikowani na siódmej pozycji.
Cztery lata później w Rio de Janeiro ponownie wystąpił w rywalizacji dwójek podwójnych, lecz tym razem partnerem był Olaf Tufte. W finale A zajęli trzecie miejsce, zdobywając brązowy medal.